# 穴口
穴口（あなぐち）は、岩手県盛岡市上太田猪去字の地名。また、岩手県滝沢市の地名。

## 概要
盛岡市上太田猪去字の穴口は雫石川に沿う地域で、近隣の猪去地区には足利氏一門、猪去詮義が居住し猪去御所を称している。現在県内最大を誇る用水堰「鹿妻穴堰」の頭首口（取水口）があるほか、鹿妻神社は水の神である罔象女神と、鹿妻穴堰取水口を掘削した鎌津田甚六（釜津田甚六神魂）を祀っている。